# Hereford Castle
Hereford Castle är ett slott i Storbritannien.   Det ligger i grevskapet Herefordshire och riksdelen England, i den södra delen av landet, 190 km väster om huvudstaden London. Hereford Castle ligger 59 meter över havet.
Terrängen runt Hereford Castle är platt. Runt Hereford Castle är det ganska tätbefolkat, med 93 invånare per kvadratkilometer. Närmaste större samhälle är Hereford, 0,42 km norr om Hereford Castle. Trakten runt Hereford Castle består till största delen av jordbruksmark.